# 駐日パプアニューギニア大使館

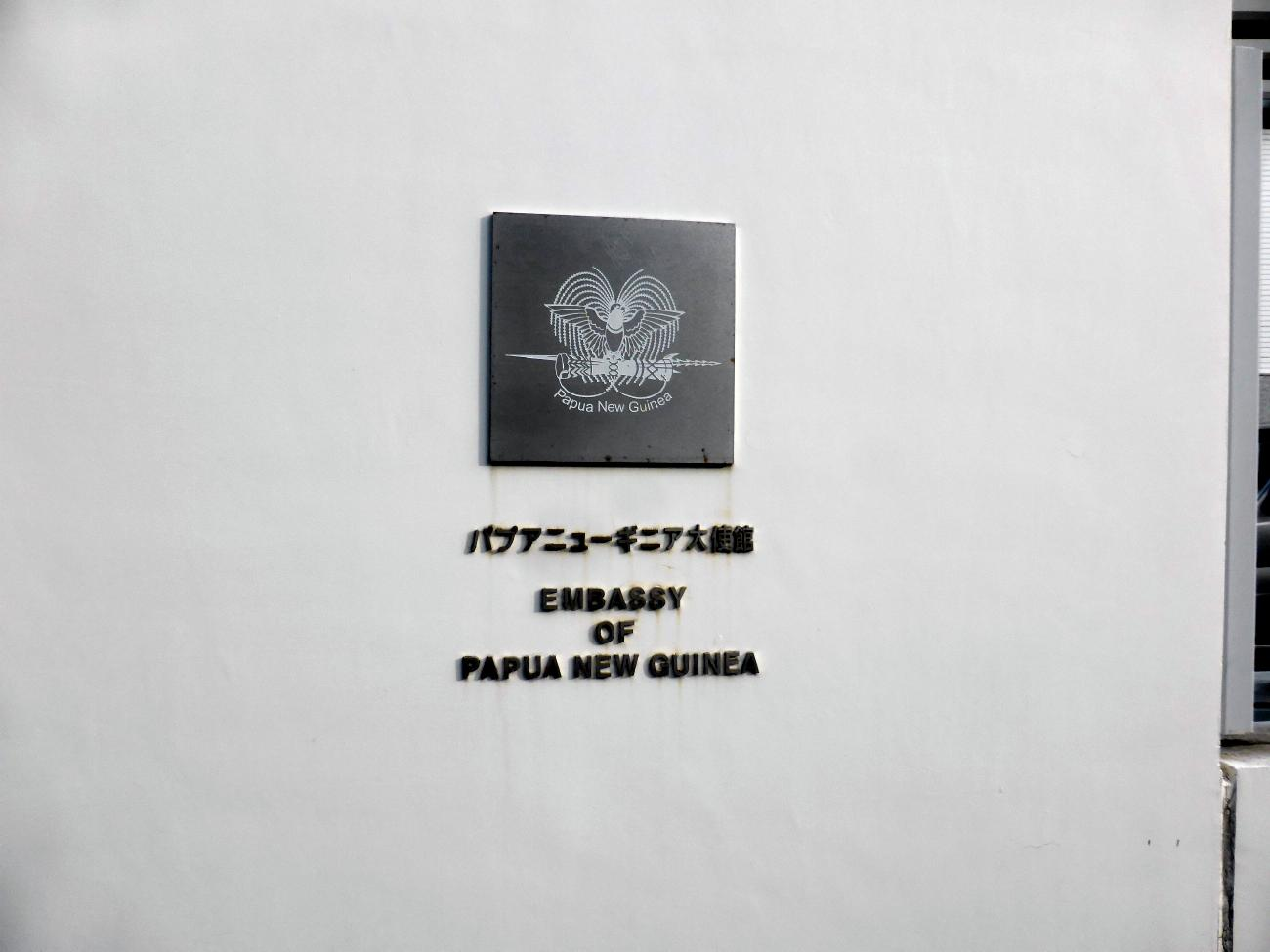
駐日パプアニューギニア大使館の表札

駐日パプアニューギニア大使館（英語: Embassy of Papua New Guinea in Japan）は、パプアニューギニアが日本の首都東京に設置している大使館である。在東京パプアニューギニア大使館（英語: Embassy of Papua New Guinea in Tokyo）とも。

## 沿革
1975年9月、日本がパプアニューギニアの独立を承認して外交関係を樹立、同年内に駐日大使館が開設された。その後、大使館として港区内のビルの部屋などを間借りしていたが、2007年1月に歌手のフランク永井が手放した自宅跡地を2008年6月にパプアニューギニア政府が購入し、2009年4月1日に駐日大使館新事務所の建設を開始。同年5月19日には、大使館建設地で起工式が開催された。

## 所在地
| 日本語 | 〒153-0064 東京都目黒区下目黒5-32-20             |
| 英語   | 5-32-20, Shimo Meguro, Meguro-ku, Tokyo 153-0064 |

## 大使
2021年10月21日より、サミュエル・アバルが特命全権大使を務めている。